# Dickie Moore (Eishockeyspieler)
Richard Winston „Dickie“ Moore (* 6. Januar 1931 in Montreal, Québec; † 19. Dezember 2015 ebenda) war ein kanadischer Eishockeyspieler, der von 1951 bis 1968 für die Montréal Canadiens, Toronto Maple Leafs und St. Louis Blues in der National Hockey League spielte.

## Karriere
Moore wuchs in Montreal mit sieben Brüdern in einer Arbeiterfamilie auf und spielte bei den Junioren der Montréal Canadiens. Als er 1951 in das NHL Team der Canadiens kommen sollte, bekam er ein Angebot über das Minimum von $7.000, was ihn sehr enttäuschte. Er lehnte ab und zeigte zum ersten Mal seine sehr ausgeprägte Sturheit. An Weihnachten legten die Canadiens $2.000 drauf, und Moore gab sein Debüt. Nicht nur während seiner Karriere, sondern schon vorher war er von Verletzungen geplagt. Als Kind wurde er von einem Auto angefahren und von einem Hund in die Lippe gebissen. Er brach sich beide Beine, und auf Grund von Kniebeschwerden bezweifelten viele, dass er je professionell Eishockey spielen könne. In seiner Karriere brach er sich zweimal das Schlüsselbein, hatte verschiedene Knieoperationen und spielte die letzten drei Monate der Saison 1957/58 mit gebrochenem Handgelenk. Er war einer der besten Mannschaftsspieler in der großen Zeit der Montréal Canadiens und gewann nach seinem ersten Stanley Cup 1953 von 1956 bis 1960 fünf Cups in Folge. Mit 32 Jahren holte Montreal Manager Frank Selke ihn in sein Büro, um mit ihm über einen Wechsel zu sprechen. Moore weigerte sich und beendete seine Karriere. Auch als man ihn ein Jahr später für die Playoffs zur Rückkehr überreden wollte, wollte er nicht und spielte ein weiteres Jahr später 38 Mal für Toronto. Nach weiteren zwei Jahren Pause half er den Blues noch zu Saisonende und brachte es nun mit ausgeruhten Knien auf 14 Punkte in den Playoffs.
1974 wurde er mit der Aufnahme in die Hockey Hall of Fame geehrt.

## Sportliche Erfolge
- Memorial Cup: 1949 und 1950
- Stanley Cup: 1953, 1956, 1957, 1958, 1959 und 1960

### Persönliche Auszeichnungen
- First All-Star Team: 1958 und 1959
- Second All-Star Team: 1961
- Art Ross Trophy: 1958 und 1959

## Rekorde
- 4 Punkte in einem Playoff-Drittel (25. März 1954; Canadiens - Bruins 8:1; 2 Tore und 2 Assists) gemeinsam mit 11 weiteren Spielern.